# Triklosan
Triklosan (tidigare kallat Irgasan), C12H7Cl3O2, 5-klor-2-(2,4-diklorfenoxi) fenol eller 2,4,4'-triklor-2'-hydroxidifenyleter är ett organiskt antibakteriellt ämne som kemiskt har funktionella grupper som gör det till både en fenol och en eter.
Triklosans miljöfarlighetsbedömning i enlighet med KIFS 2001:3 är Miljöfarlig, N (betyder att ämnet ska märkas med miljöfarlighetssymbol), R 50, Mycket giftigt för vattenlevande organismer och R 53 Kan orsaka skadliga långtidseffekter i vattenmiljön. "Natriumlauryletersulfat och triklosan har de högsta riskkvoterna för vatten, vilket indikerar att dessa ämnen kan ha negativa miljöeffekter. De gjorda bedömningarna bör följas upp med ytterligare studier. Mätningar i miljön har i viss omfattning gjorts för triklosan och resultaten har inte varit entydiga. Förekomsten i miljön av dessa båda ämnen borde undersökas ytterligare."
Triklosan har använts i ett flertal hygienprodukter som deodoranter, tvål, tandkräm och rengöringsmedel men på senare år har antalet produktgrupper minskat. Triklosan har på grund av sin bakteriedödande egenskap även använts i skor, sportkläder och disksvampar.
Enligt tidningen Stockholm City 15 feb 2008 nämns ämnet triklosan i samband med cancer och sterilitet vilket har fått ICA att sluta köpa in tandkräm med detta ämne i sitt innehåll.

## Användning i tandkräm
Länge var triklosan en vanlig ingrediens i tandkräm; nästan en fjärdedel av all tandkräm som såldes i Sverige innehöll 0,3 % triklosan. Ett flertal kliniska studier visar att personer som använder tandkräm med triklosan får mindre plack på tänderna, friskare tandkött och även mindre tandlossning jämfört med dem som använder en tandkräm utan triklosan.[källa behövs]
I de kliniska studierna är minskningen av tandköttsinflammation kraftigare än vad som kan förklaras av den plackminskande effekten. Det tyder på att triklosan även kan ha en antiinflammatorisk effekt vilket stöds av laboratorieförsök. Enligt en rapport från Stig Edwardsson, professor em. vid odontologiska fakulteten, Malmö högskola m. fl. är dock den antibakteriella effekten ringa vid plack och verkan på parodontit också svag, varför ämnet ej bör finnas i tandkräm i den vanliga handeln.
I tandkräm tillsätts ofta något ämne för att förlänga eller förstärka effekten av triklosan. En väg är att välja en sampolymer (kopolymer) som gör att triklosan stannar kvar längre i munnen. Ett annat alternativ är att komplettera triklosan med ytterligare ett antibakteriellt ämne som zinkcitrat.
I Sverige är användningen av triklosan i tandkräm föremål för debatt sedan slutet av 1990-talet. Det finns kritiker som anser att den nytta triklosan gör i munnen – mindre plack på tänderna, friskare tandkött och mindre tandlossning – inte motiverar de potentiella nackdelar som de menar triklosan kan föra med sig, främst miljöproblem och bildandet av resistenta bakteriestammar. Som alltid när det råder vetenskaplig debatt hänvisar förespråkare och kritiker till olika studier. Debatten har mycket kommit att handla om hur kliniskt relevanta resultaten är i de vetenskapliga undersökningar forskarna i olika läger hänvisar till. 
Sveriges Tandläkarförbunds (STF) styrelse antog år 2000 en policy beträffande triklosan: STF anser att tandkräm innehållande triklosan kan, på individuella indikationer, rekommenderas till patienter som har tandlossningssjukdom eller inflammation i tandköttet.
I ett nytt policydokument från maj 2006 skriver STF att triklosantandkräm inte bör användas av barn. STF anser att triklosantandkräm endast bör användas i det individuella fallet på rekommendation av tandläkare, och att det inte finns några odontologiska skäl att generellt saluföra triklosantandkräm. Dessutom menar STF att eftersom triklosan är ifrågasatt av miljöskäl bör fri försäljning stoppas, och Läkemedelsverket bör arbeta för att den generella försäljningen av triklosantandkräm ska upphöra.

## Användning i kirurgiska suturer
Flera studier visar att risken för sårinfektion sänks när suturer som behandlats med triklosan används. WHO, World Health Organization, American College of Surgeons och Surgical Infection Society stödjer därför användandet av triklosan-behandlad kirurgisk sutur.

## Toxitet
Triklosan är väldigt giftigt när det kommer ut i vattendrag. Triklosan kan ombildas till dioxin och gå över i bröstmjölk.